# Theodoor Van Lerius
Theodoor Frans Van Lerius (Antwerpen, 31 maart 1819 – 21 april 1880) was een Belgisch advocaat en geschiedschrijver. Hij publiceerde in de periode 1840 - 1880 een twintigtal werken zowel in het Nederlands als het Frans.Hij werd begraven te Berchem-Antwerpen.
Behalve verscheidene werken in de Franse taal over kunst en kunstgeschiedenis, schreef hij:
- Onze lieve vrouwe Kerk van Antwerpen, vóór den tweeden inval der Franschen, in 1794 (Antwerpen, 1853)
- Abraham Janssens, Marten Pepijn, en de schrijvers der levens van de Nederlandsche kunstschilders (Antwerpen, 1855)
- Kronyk van de Sodaliteit der getrouwden te Antwerpen (1585-1773) (Antwerpen, 1862)
- De liggeren en andere historische archieven der Antwerpsche St. Lucas-gilde (met Philippe Rombouts) (Antwerpen 1864-'75)
- De levens van een aantal Zuid-Nederlandsche schilders, in het Allgemeines Künstler-Lexikon te Leipzig.[1]

- Bibsys: 1602157054753
- Bibliothèque nationale de France: cb10703592z (data)
- Biografisch Portaal: 12558175
- Digitale Bibliotheek voor de Nederlandse Letteren: leri001
- Gemeinsame Normdatei: 1014386748
- International Standard Name Identifier: 0000 0000 6296 0120
- Library of Congress Control Number: no2005073942
- Nederlandse Thesaurus van Auteursnamen: 072976721
- Réseau des bibliothèques de Suisse occidentale: 02-A023428141
- Système universitaire de documentation: 233344640
- Virtual International Authority File: 89145148
- WorldCat: E39PCjqKwhbC7Hkw8c7dK9Dhh3